# Eristalopsis rubriventris
Eristalopsis rubriventris är en tvåvingeart som först beskrevs av Jacques-Marie-Frangile Bigot 1892.  Eristalopsis rubriventris ingår i släktet Eristalopsis och familjen svävflugor. Inga underarter finns listade i Catalogue of Life.